# Themeda
Themeda là một chi thực vật có hoa trong họ Hòa thảo (Poaceae).

## Loài
Chi Themeda gồm các loài: